# Hoyt Lakes (Minnesota)
Hoyt Lakes es una ciudad ubicada en el condado de St. Louis en el estado estadounidense de Minnesota. En el Censo de 2010 tenía una población de 2017 habitantes y una densidad poblacional de 13,41 personas por km².

## Geografía
Hoyt Lakes se encuentra ubicada en las coordenadas 47°34′4″N 92°5′58″O / 47.56778, -92.09944. Según la Oficina del Censo de los Estados Unidos, Hoyt Lakes tiene una superficie total de 150.45 km², de la cual 146.19 km² corresponden a tierra firme y (2.84%) 4.27 km² es agua.

## Demografía
Según el censo de 2010, había 2017 personas residiendo en Hoyt Lakes. La densidad de población era de 13,41 hab./km². De los 2017 habitantes, Hoyt Lakes estaba compuesto por el 98.22% blancos, el 0% eran afroamericanos, el 0.5% eran amerindios, el 0% eran asiáticos, el 0% eran isleños del Pacífico, el 0% eran de otras razas y el 1.29% pertenecían a dos o más razas. Del total de la población el 0.3% eran hispanos o latinos de cualquier raza.